# José Luis Rodríguez (Fußballspieler, I)
José Luis Rodríguez, auch bekannt unter dem Spitznamen „Puma“, ist ein ehemaliger mexikanischer Fußballspieler auf der Position eines Stürmers.

## Laufbahn
Puma Rodríguez begann seine fußballerische Laufbahn in einer Amateurliga der mexikanischen Stadt Torreón, wo er zunächst für eine Mannschaft namens Maderería Regional spielte. 1983 erhielt er einen Profivertrag beim Club Atlas, bei dem er allerdings nur in dessen Farmteam Académicos eingesetzt wurde, das zu jener Zeit in der viertklassigen Tercera División spielte. Nach nur drei Einsätzen für die Académicos kehrte er nach Torreón zurück, weil er lieber für seinen in der drittklassigen  Segunda División 'B' vertretenen Heimatverein Santos IMSS spielen wollte. Am Ende der Saison 1983/84 gewann Rodríguez mit Santos die Meisterschaft und schaffte somit den Aufstieg in die zweitklassige Segunda División, wo er auch in der Saison 1984/85 weiterhin für Santos IMSS spielte. Insgesamt erzielte Rodríguez 38 Tore für seinen Verein und weckte somit das Interesse des Club Atlante, der ihn für die Saison 1985/86 verpflichtete. Seinen ersten Einsatz in der Primera División bestritt Puma Rodríguez für die Atlantistas in einem Spiel gegen Ángeles de Puebla.
Vor der kommenden Saison 1986/87 wurde Rodríguez vom Club Deportivo Guadalajara verpflichtet und gehörte somit zum Kader der Meistermannschaft, die den insgesamt neunten Meistertitel in der Vereinsgeschichte der Rojiblancos gewann. Wegen seiner häufigen Verletzungen am Knie, die mehrere Operationen nach sich zogen, musste „der Puma“ seine aktive Laufbahn vorzeitig beenden. Heute leitet er in der Comarca Lagunera eine Fußballschule im Auftrag seines ehemaligen Vereins CD Guadalajara.  

## Erfolge
- Mexikanischer Meister: 1986/87
- Mexikanischer Drittligameister: 1983/84